# 国道50号一次改築
国道50号一次改築（こくどうごじゅうごういちじかいちく）は1963年（昭和38年）から1970年（昭和45年）にかけて茨城県内の国道50号の大規模改良工事で建設されたバイパス群である。

## 概要
1963年（昭和38年）4月1日、それまでの二級国道から一級国道に昇格。それにともない狭隘・急曲線区間が多く近代化が遅れていた茨城県西部の路線改良をするため事業化。元々が江戸時代の脇街道そのままの道であったため、下記の区間で直線化のためのバイパス化と自動車通行に適した幅員にするための現道拡幅が同時に行われた。
- 区域 ： 西から茨城県下館市・真壁郡協和町（現筑西市）、西茨城郡岩瀬町（現桜川市）、笠間市・西茨城郡友部町
  - 下館バイパス（旧）（筑西市小川 - 筑西市甲 6.1 km）
  - 協和改築（筑西市横塚 - 筑西市門井 3.8 km（現道拡幅を含む）この工事により下館自動車学校の当時の教習コースをバイパスが分断する事となり現在のコースへと少々移転した。
  - 岩瀬改築（桜川市上城 - 桜川市加茂部 4.2 km）
  - 岩瀬・稲田改築（桜川市加茂部 - 笠間市稲田 8.1 km（現道拡幅を含む）
  - 飯合改築（笠間市飯合 1.5 km）
  - 笠間・友部改築（笠間市笠間 - 笠間市上市原 6.2 km（現道拡幅を含む）

なおその後に建設された下館バイパス、岩瀬バイパス、笠間バイパス、内原バイパスは二次改築にあたりこれらには名称が付されているが、一次改築のこれらバイパスには下館バイパス（旧）を除き特に名称は付されていない。

## 歴史
- 1963年度（昭和38年度）：一次改築事業化
- 1963年（昭和38年）10月：下館バイパス（旧）着手
- 1964年（昭和39年）
  - 8月：協和改築着手
  - 11月19日：結城市 - 下館市の鬼怒川に架かる川島橋を供用開始[1]。
- 1965年（昭和40年）
  - 6月17日：真壁郡協和町大字横塚 - 大字門井を供用開始[2]。
- 1966年（昭和41年）
  - 5月：協和改築供用（全区間2車線）
  - 5月：岩瀬・稲田改築、笠間友部改築着手
  - 7月：岩瀬改築着手
  - 8月1日：結城市大字小田林（小田林（西）交差点） - 大字観音台（続橋交差点）の都市計画街路事業化（現在の茨城県道15号）に伴う、道路区域（4.5 km）を指定[3]。
  - 8月：下館バイパス（旧）4.2 km一部供用
  - 11月7日：下館市大字女方 - 下館市大字神分（神分交差点）の約4.0 kmを供用開始[4]。
  - 12月22日
    - 西茨城郡友部町大字上市原 - 東茨城郡内原町大字杉崎（三軒屋交差点）の3.6 kmを道路改築区域に指定[5]。
    - 下館市大字神分（神分交差点） - 同市甲（本城町交差点）の1.6 kmを道路改築区域に指定[6]。
- 1967年（昭和42年）
  - 2月2日：笠間市笠間 - 友部町大字上市原（2.5 km）、西茨城郡岩瀬町大字上野原地新田 - 大字長方（3.0 km）の道路改築区域指定[7]
  - 3月30日：下館市大字女方 - 大字神分（4.2 km）、下館市大字市野辺（1.1 km）の道路区域変更[8]
  - 6月5日：真壁郡協和町大字門井字井戸神 - 同字中宿の区間を供用開始[9]
  - 8月15日
    - 下館市大字神分（神分交差点） - 同市大字町前乙（泉町町交差点）を供用開始[10]。
    - 西茨城郡岩瀬町大字上野原地新田（上野沼交差点） - 同町大字長方（現在の桜川筑西IC入口）を供用開始[11]。岩瀬改築供用（全区間2車線）
- 1968年（昭和43年）
  - 1月：笠間・友部改築供用（全区間2車線）
  - 1月29日：西茨城郡岩瀬町大字水戸 - 笠間市稲田9.4 kmの新道の道路区域指定[12]
  - 4月20日：西茨城郡岩瀬町大字西小塙 - 笠間市大字福原3.72 km区間と、笠間市大字福原 - 同市大字稲田1.84 km区間を供用開始[13]
  - 6月3日：西茨城郡岩瀬町大字上野 - 大字長方（3.3 km）、笠間市笠間 - 東茨城郡内原町大字杉崎（6.6 km）の各旧道移管により、国道指定を解除[14]
  - 12月：下館バイパス（旧）全線開通供用（全区間2車線）
- 1969年（昭和44年）：岩瀬・稲田改築供用（全区間2車線）
- 1969年（昭和44年）：飯合改築着手
- 1970年（昭和45年）
  - 3月：飯合改築供用（全区間2車線）
  - 3月：一次改築事業完了